# Sébastien Debs
Sébastien Debs, Ceb, född 11 maj 1992, är en fransk professionell Dota 2-spelare. Debs är en av fem Dota 2-spelare som har vunnit två The International turneringar.

## Karriär
Sébastien Debs föddes i Frankrike den 11 maj 1992. Debs professionella karriär började i Team Shakira år 2011 när Dota 2 var i beta-fas. Laget hamnade på en fjärdeplats under DreamHack Winter 2011 och Debs lämnade laget kort efter. Debs gick med Mortal Teamwork tillsammans med Synderen 2012. Debs deltog i The International 2012 och lämnade turneringen med 3 vinster och 11 förluster. Debs gick med i Alliance 2015 och laget lyckades inte kvalificera sig till The International 2015. Debs lämnar Alliance och går med i OG som coach. Under perioden 2016–2018 dominerade OG på alla majorturneringar, med vinster på Frankfurt Major, Manila Major, Boston Major och Kiev Major.
Efter två års tid som coach, lämnade en av spelarna i laget och Debs fick ta över spelarplatsen. Debs tillsammans med N0tail och resterande OG kvalificerade sig till The International 2018 som de senare vann. Det var även under denna turnering som Debs bytte namn från 7ckngMad till Ceb. 
Ceb fortsatte spela för OG och de blev inbjudna av Valve till The International 2019 som de också vann. Detta var första gången något lag samt spelare hade vunnit en TI två gånger. Debs är en av fem spelare som har vunnit en The International två gånger.
I januari 2020 meddelade Debs att han skulle lämna sin spelarplats för att hjälpa andra spelare i systerlaget OG.Seed.